# Mordania lutea
Mordania lutea är en insektsart som beskrevs av Irena Dworakowska 1979. Mordania lutea ingår i släktet Mordania och familjen dvärgstritar. Inga underarter finns listade i Catalogue of Life.